# José Canalejas Casas
José Canalejas Casas (Barcelona, 4 de desembre de 1827 - Madrid, 2 de novembre de 1902) fou un enginyer industrial i polític català, diputat a Corts durant la restauració borbònica.

## Biografia
Era fill del madrileny José Canalejas i de la lleidatana Anna Casas, i germà de Francisco de Paula Canalejas Casas.
Establit a Madrid, el 1847 va dirigir el diari El Eco Agrícola i traduí del francès al castellà Lecciones de mecánica racional d'Arthur Morin. El 1850 fou nomenat professor del Real Instituto Industrial de Madrid, però poc després va obtenir una beca per a estudiar enginyeria a Lieja. Aprovà l'oposició per a professor de l'Escola de Maquinistes de l'Armada i es va instal·lar a Ferrol, on el 1854 fundà el diari El Eco Ferrolano. Allí es casà amb la sevillana Amparo Méndez; tingueren com a fill el futur polític José Canalejas y Méndez. El 1855 va tornar a Madrid i començà a col·laborar en empreses ferroviàries impulsades pel marquès de Salamanca.
El 1860 va col·laborar a la Revista Ibérica, dirigida pel seu germà, i on publicà articles de caràcter científic. Més tard fou director de la Compañía de Badajoz, va intervenir en la línia de Linares a Almeria i en el projecte de ferrocarril transpirinenc per Navarra (1878-1885).
Políticament, després de la restauració borbònica fou elegit diputat per Arévalo (província d'Àvila) a les eleccions generals espanyoles de 1876 i per les Borges Blanques a les eleccions generals espanyoles de 1879, on va substituir Manuel Vivanco Menchaca. També fou senador per la província d'Àvila el 1891-1893.

## Obres
- Anuario de los progresos tecnológicos de la industria y de la agricultura (1865)